# مایکل بنت (کارگردان)
مایکل بنت (انگلیسی: Michael Bennett؛ ۸ آوریل ۱۹۴۳ – ۲ ژوئیهٔ ۱۹۸۷) یک رقص‌پرداز اهل ایالات متحده آمریکا بود.